# Pentatlo moderno nos Jogos Pan-Americanos de 2015
As competições de pentatlo moderno nos Jogos Pan-Americanos de 2015 foram realizadas nos dias 18 e 19 de julho no Centro Aquático CIBC Pan e Parapan-Americano, em Toronto. Dois eventos, um masculino e outro feminino, foram disputados.

## Calendário
| Julho            | 7 | 8 | 9 | 10 | 11 | 12 | 13 | 14 | 15 | 16 | 17 | 18 | 19 | 20 | 21 | 22 | 23 | 24 | 25 | 26 |
| ---------------- | - | - | - | -- | -- | -- | -- | -- | -- | -- | -- | -- | -- | -- | -- | -- | -- | -- | -- | -- |
| Pentatlo moderno |   |   |   |    |    |    |    |    |    |    |    | 1  | 1  |    |    |    |    |    |    |    |

|  | Dia de competição |  | Dia de final |

## Medalhistas
| Evento             | Ouro                            | Prata                       | Bronze                               |
| ------------------ | ------------------------------- | --------------------------- | ------------------------------------ |
| Masculino detalhes | Charles Fernández GUA Guatemala | Ismael Hernández MEX México | Nathan Schrimsher USA Estados Unidos |
| Feminino detalhes  | Yane Marques BRA Brasil         | Tamara Vega MEX México      | Mayan Oliver MEX México              |

## Quadro de medalhas
| Ordem | País               | Medalha de ouro | Medalha de prata | Medalha de bronze |   |
| ----- | ------------------ | --------------- | ---------------- | ----------------- | - |
| 1     | BRA Brasil         | 1               |                  |                   | 1 |
|       | GUA Guatemala      | 1               |                  |                   | 1 |
| 3     | MEX México         |                 | 2                | 1                 | 3 |
| 4     | USA Estados Unidos |                 |                  | 1                 | 1 |
| TOTAL | TOTAL              | 2               | 2                | 2                 | 6 |